# Univerza v Nišu
Univerza v Nišu (izvirno srbsko Универзитет у Нишу) je javna univerza v Srbiji. Ustanovljena je bila leta 1965.
Trenutni rektor je Dragan Antić.

## Rektorji
Glejte glavni članek Seznam rektorjev Univerze v Nišu.

## Oddelki
Fakultete
- Ekonomska fakulteta
- Fakulteta za elektroinženirstvo
- Fakulteta za zaščito pri delu
- Fakulteta za gradbeništvo in arhitekturo
- Fakulteta za šport in fizično izobraževanje
- Filozofska fakulteta
- Medicinska fakulteta
- Naravoslovno-matematična fakulteta
- Pedagoška fakulteta (Vranje)
- Pravna fakulteta
- Strojna fakulteta
- Tehniška fakulteta (Leskovac)
- Umetnostna fakulteta

Inštituti